# Afrikaans kampioenschap hockey mannen 2017
De tiende editie van het Afrikaans kampioenschap hockey voor mannen werd in 2017 gehouden in het Egyptische Ismaïlia. Het toernooi met vijf deelnemers werd gehouden van 22 tot en met 29 oktober. Zuid-Afrika won voor de achtste keer op rij en kwalificeerde zich hiermee voor het wereldkampioenschap van 2018.

## Uitslagen

### Groepsfase
De landen speelden een keer tegen elk ander land. De beste twee landen speelden de finale. De nummers drie en vier om het brons.
| Team        | GS | W | G | V | DV | DT | DS  | Ptn |
| ----------- | -- | - | - | - | -- | -- | --- | --- |
| Egypte      | 4  | 3 | 1 | 0 | 24 | 5  | +19 | 10  |
| Zuid-Afrika | 4  | 3 | 1 | 0 | 20 | 7  | +13 | 10  |
| Ghana       | 4  | 2 | 0 | 2 | 10 | 8  | +2  | 6   |
| Kenia       | 4  | 1 | 0 | 3 | 4  | 14 | -10 | 3   |
| Nigeria     | 4  | 0 | 0 | 4 | 4  | 28 | -24 | 0   |

| 22 oktober 2017 12:00 |           |       |                                                                                              |
| Ghana                 | 3–0       | Kenia | Suez Canal Authority Hockey Stadium Scheidsrechters: Javed Shaikh (IND) Ahmed El-Sayed (EGY) |
|                       | (verslag) |       | Suez Canal Authority Hockey Stadium Scheidsrechters: Javed Shaikh (IND) Ahmed El-Sayed (EGY) |

| 22 oktober 2017 15:00 |           |         |                                                                                            |
| Egypte                | 13–1      | Nigeria | Suez Canal Authority Hockey Stadium Scheidsrechters: Michiel Otten (NED) Aziz Adimah (GHA) |
|                       | (verslag) |         | Suez Canal Authority Hockey Stadium Scheidsrechters: Michiel Otten (NED) Aziz Adimah (GHA) |

| 23 oktober 2017 13:00 |           |         |                                                                                              |
| Zuid-Afrika           | 8–1       | Nigeria | Suez Canal Authority Hockey Stadium Scheidsrechters: Peter Kabaso (KEN) Ahmed El-Sayed (EGY) |
|                       | (verslag) |         | Suez Canal Authority Hockey Stadium Scheidsrechters: Peter Kabaso (KEN) Ahmed El-Sayed (EGY) |

| 23 oktober 2017 15:00 |           |       |                                                                                            |
| Egypte                | 4–1       | Kenia | Suez Canal Authority Hockey Stadium Scheidsrechters: Jibrin Kolo (NGA) Darren Hubach (RSA) |
|                       | (verslag) |       | Suez Canal Authority Hockey Stadium Scheidsrechters: Jibrin Kolo (NGA) Darren Hubach (RSA) |

| 25 oktober 2017 13:00 |           |         |                                                                                            |
| Kenia                 | 2–1       | Nigeria | Suez Canal Authority Hockey Stadium Scheidsrechters: Aziz Adimah (GHA) Darren Hubach (RSA) |
|                       | (verslag) |         | Suez Canal Authority Hockey Stadium Scheidsrechters: Aziz Adimah (GHA) Darren Hubach (RSA) |

| 25 oktober 2017 17:00 |           |       |                                                                                           |
| Zuid-Afrika           | 3–2       | Ghana | Suez Canal Authority Hockey Stadium Scheidsrechters: Peter Kabaso (KEN) Jibrin Kolo (NGA) |
|                       | (verslag) |       | Suez Canal Authority Hockey Stadium Scheidsrechters: Peter Kabaso (KEN) Jibrin Kolo (NGA) |

| 26 oktober 2017 15:00 |           |             |                                                                                             |
| Egypte                | 3–3       | Zuid-Afrika | Suez Canal Authority Hockey Stadium Scheidsrechters: Javed Shaikh (IND) Michiel Otten (NED) |
|                       | (verslag) |             | Suez Canal Authority Hockey Stadium Scheidsrechters: Javed Shaikh (IND) Michiel Otten (NED) |

| 26 oktober 2017 17:00 |           |       |                                                                                             |
| Nigeria               | 1–5       | Ghana | Suez Canal Authority Hockey Stadium Scheidsrechters: Darren Hubach (RSA) Peter Kabaso (KEN) |
|                       | (verslag) |       | Suez Canal Authority Hockey Stadium Scheidsrechters: Darren Hubach (RSA) Peter Kabaso (KEN) |

| 28 oktober 2017 11:00 |           |       |                                                                                             |
| Zuid-Afrika           | 6–1       | Kenia | Suez Canal Authority Hockey Stadium Scheidsrechters: Aziz Adimah (GHA) Ahmed El-Sayed (EGY) |
|                       | (verslag) |       | Suez Canal Authority Hockey Stadium Scheidsrechters: Aziz Adimah (GHA) Ahmed El-Sayed (EGY) |

| 28 oktober 2017 15:00 |           |        |                                                                                           |
| Ghana                 | 0–4       | Egypte | Suez Canal Authority Hockey Stadium Scheidsrechters: Peter Kabaso (KEN) Jibrin Kolo (NGA) |
|                       | (verslag) |        | Suez Canal Authority Hockey Stadium Scheidsrechters: Peter Kabaso (KEN) Jibrin Kolo (NGA) |

### Plaatsingswedstrijden
Om de 3e/4e plaats
| 29 oktober 2017 12:30 |           |       |                                                                                               |
| Ghana                 | 5–3       | Kenia | Suez Canal Authority Hockey Stadium Scheidsrechters: Ahmed El-Sayed (EGY) Darren Hubach (RSA) |
|                       | (verslag) |       | Suez Canal Authority Hockey Stadium Scheidsrechters: Ahmed El-Sayed (EGY) Darren Hubach (RSA) |

Finale
| 29 oktober 2017 15:00 |           |             |                                                                                             |
| Egypte                | 1–2       | Zuid-Afrika | Suez Canal Authority Hockey Stadium Scheidsrechters: Javed Shaikh (IND) Michiel Otten (NED) |
|                       | (verslag) |             | Suez Canal Authority Hockey Stadium Scheidsrechters: Javed Shaikh (IND) Michiel Otten (NED) |

## Eindrangschikking
| rang   | land        |
| ------ | ----------- |
| Goud   | Zuid-Afrika |
| Zilver | Egypte      |
| Brons  | Ghana       |
| 4      | Kenia       |
| 5      | Nigeria     |